# Stadio della Ceramica
Lo Stadio della Ceramica (sp. Estadio de la Cerámica, precedentemente noto come Estadio Madrigal) è uno stadio situato a Vila-real, in Spagna. Ospita le partite casalinghe del Villarreal. Già Campo del Villarreal, assunse il nome El Madrigal nel 1925 e l'attuale nel 2017.
La capienza della struttura, costruita nel 1923 e rimodernata diverse volte nei decenni successivi, è di 25 000 posti tutti a sedere. Vista la popolazione della città (poco più di 50 000 abitanti) si suole dire che quando gioca il Villarreal la città si svuota, dato che la metà dei residenti si trova allo stadio. El feudo amarillo, com'è soprannominato lo stadio, è situato a Plaza Labrador, a 5 chilometri dal Mar Mediterraneo e ad un'altitudine di 50 metri.

## Storia

### Origini
Inizialmente chiamato Campo del Villarreal, fu inaugurato il 17 giugno 1923 con l'incontro tra C. D. Castellón e Cervantes, le due squadre del capoluogo della provincia di Castellón. Due anni dopo la sua creazione fu rinominato El Madrigal, in onore delle terre rurali sul quale l'impianto fu edificato.

### I lavori di ampliamento
I primi lavori di ampliamento della struttura avvennero nell'estate del 1952, approfittando della pausa del campionato. A lavori terminati il nuovo Madrigal arrivò ad avere la stessa capienza dell'Olympiastadion di Helsinki, l'impianto che quell'anno ospitò i Giochi Olimpici e che fu un punto di riferimento per le altre strutture europee. Aumentò anche la dimensione del campo, che passò dai 95 × 50 m agli attuali 104 × 65 m.
Durante gli anni '60 il club costruì una piccola tribuna coperta e nella stagione 1971-1972 fu costruita la gradinata sud dell'impianto. Nel 1988 demolita la tribuna per far posto a una nuova gradinata, inaugurata l'8 marzo 1989 con una partita amichevole contro l'Atlético de Madrid.
Per il 75º anniversario del club iniziarono nuovi lavori di ammodernamento dello stadio. Il 22 maggio 1998 fu demolita la gradinata sud, iniziarono i lavori per la nuova tribuna coperta, la tribuna d'onore, l'anfiteatro e la gradinata nord. Gli ultimi lavori terminarono nella stagione 1999-2000.

### Primo impianto elettrico
Per rendere lo stadio adatto a ospitare le partite casalinghe in notturna, nel 1973 fu dotato di un primo impianto elettrico. La giunta cittadina previde una sovvenzione per la realizzazione di quattro torri metalliche poste sui quattro angoli del campo, ognuna di queste dotata di nove lampade alogene.
Il nuovo impianto di illuminazione fu inaugurato il 16 settembre 1973 in una partita di terza divisione spagnola tra Villarreal CF e Sociedad Deportiva Ibiza, terminata 0-1 per gli ospiti.

### Ricollocazione degli spogliatoi
In ottanta anni di storia gli spogliatoi hanno avuto quattro diverse ubicazioni. Nei primi venti, fino alla stagione 1935-36, erano situati nell'angolo sud-est del campo. Furono poi spostati e fino agli anni '60 occuparono la zona nord-est della struttura. Con l'inaugurazione della nuova gradinata nel 1989 furono ancora spostati nella zona sud ovest, per poi essere nuovamente riallocati, questa volta sotto la tribuna centrale.
Durante la partita di ritorno dei sedicesimi di finale di Europa League 2010-2011 Villarreal-Napoli, dopo il gol del momentaneo vantaggio partenopeo alcuni tifosi partenopei si sono accalcati sulla balaustra che divide il campo dalle tribune. Ciò ha provocato il crollo della balaustra stessa e la caduta di una cinquantina di tifosi: tre tifosi del Napoli contusi sono stati portati in ospedale per accertamenti e poi dimessi.

### Nuovo cambio di denominazione
L'8 gennaio 2017, prima della partita di campionato contro il Barcellona (terminata 1-1), lo stadio ha cambiato nome in Estadio de la Cerámica. Il nuovo nome è stato reso noto poco prima dell'incontro.

## Servizi

### ICasals Grocs
Lo stadio dispone di ogni tipo di comfort per i tifosi che richiedono servizi esclusivi per seguire le partite casalinghe del Villarreal. Per questi sostenitori lo stadio mette a disposizione trenta Casals Grocs, piccoli alloggi con aria condizionata, TV con la trasmissione della partita in diretta, servizi di catering, poltrone singole e accesso indipendente dalla gradinata sud con tre ascensori ad alta velocità e un parcheggio per ogni alloggio. Dei 30 alloggi, 2 di questi hanno una capienza di 12 persone, altri 23 possono ospitare 16 tifosi e gli ultimi 5 ben 20 tifiosi ciascuno.

## Rinnovamento per la UEFA Champions League
In vista delle partite di UEFA Champions League, lo stadio fu ammodernato a partire dal 2005, quando iniziarono lavori di ristrutturazione che terminarono in breve tempo. Nell'occasione la facciata dello stadio fu interamente ricoperta da piastrelle gialle, non solo per migliorarne l'estetica, ma anche come tributo all'economia locale, basata sulla ceramica.

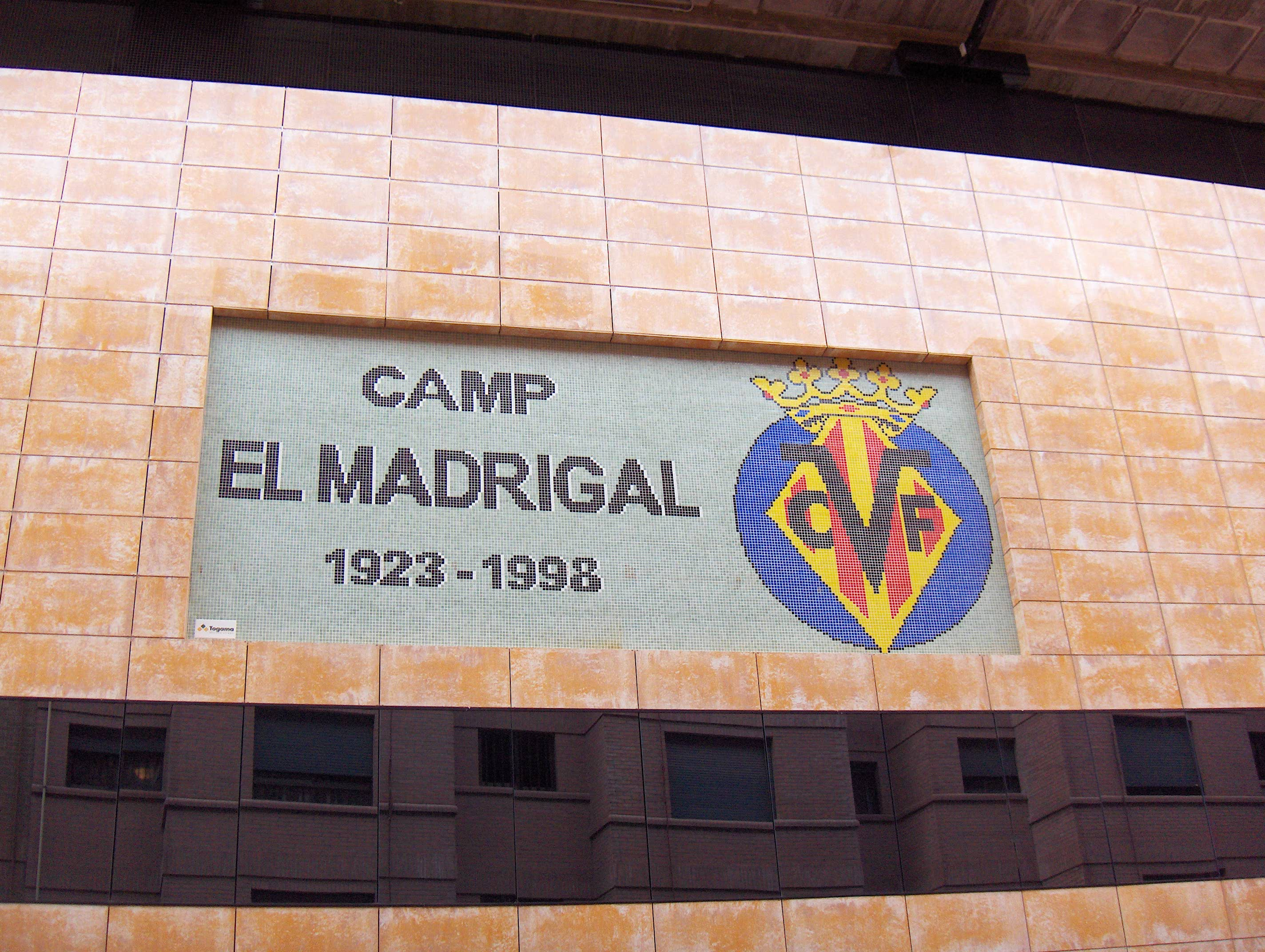
Targa all'ingresso dello stadio

Furono inoltre ammodernati gli spogliatoi delle squadre ospiti e del Villarreal, aggiungendo le foto dei giocatori, un ufficio per l'allenatore, una stanza per la fisioterapia e un'area dedicata ai bagni e alle docce. Fu inoltre ricostruito lo spogliatoio destinato agli arbitri, che fornisce una stanza in più nel caso in cui uno degli arbitri fosse donna. Fu creato un ufficio ad hoc per il delegato UEFA, la sala stampa fu ampliata e fu prevista una stanza per il controllo anti-doping.
Per quanto riguarda gli spalti, le prime sei file dedicate alla tribuna d'onore furono demolite e sostituite da una nuova zona VIP, con 4 file da 600 posti a sedere l'una, comprensivi di servizio di catering, TV e aria condizionata. In una piazzola dietro le porte, come richiesto dalla UEFA, furono rimossi i seggiolini, per far posto alle telecamere per la trasmissione in diretta degli incontri.
I lati del campo videro aumentare di un metro la distanza tra campo e tribune, l'ingresso agli spogliatoi fu modificato. Inoltre furono installati due ristoranti nello stadio e l'impianto fu dotato di un sistema computerizzato di gestione della pubblicità. Anche il sistema di irrigazione del manto erboso fu migliorato e l'ufficio del presidente fu ampliato, così come la hall per gli ospiti dell'area VIP.